# Винник, Елена Валерьевна
Еле́на Вале́рьевна Ви́нник (род. 23 сентября 1976, Псков, РСФСР, СССР) — российская журналистка и телеведущая. Ведущая «Новостей» на «Первом канале».

## Биография
Родилась 23 сентября 1976 года в городе Пскове. В детстве занималась спортом, является мастером спорта по художественной гимнастике.
Во время учёбы в Псковском вольном институте прошла отбор и попала на местное телевидение. С 1994 года работала корреспондентом и ведущей Псковской государственной телерадиокомпании.
Окончила юридический факультет Российской академии народного хозяйства и государственной службы при президенте Российской Федерации (РАНХиГС).
Является призёром фонда «Открытое общество». Благодаря выигранному гранту получила образование в Манчестерском университете по специальности «Международное семейное право». Имеет степень магистра.
В 2000 году переехала в Москву. В 2002 году стала ведущей программы «Сегодня» на НТВ — изначально вела выпуски на «орбиты», в 2003—2006 годах — утренние, а в 2006—2015 годах — дневные. На канале проработала более 12 лет.
В 2007 году приняла участие в конкурсе журналистов «Экономическое возрождение России» и стала лауреатом премий «За вклад в пропаганду здорового образа жизни» и «Самая обаятельная телеведущая».
В 2011 году участвовала в съёмках социального фильма «Живи, малыш». В нём также приняли участие Наталья Метлина, Диана Гурцкая, Ирина Слуцкая и Ирена Понарошку.
С апреля 2015 по июнь 2021 года — телеведущая программы «Вечерние новости» на «Первом канале». До 28 июля 2021 года также являлась запасной ведущей информационной программы «Время».
В 2019 году стала номинантом премии ТЭФИ в номинации «Ведущий информационной программы».

## Личная жизнь
Муж — Андрей Винник, кандидат экономических наук и биотехнолог. Дочь Екатерина (род. в 2000 году), сын (род. в 2016 году).